# Монтаргано
Монтаргано је насеље у Италији у округу Катанија, региону Сицилија.
Према процени из 2011. у насељу је живело 48 становника. Насеље се налази на надморској висини од 675 м.